# راسيل ديفيس
راسيل ديفيس (بالإنجليزية: Russ Davis)‏ هو لاعب كرة قاعدة أمريكي، ولد في 13 سبتمبر 1969 في برمنغهام في الولايات المتحدة.